# Winsum
Winsum – miasto i gmina w prowincji Groningen w Holandii. Liczy 13,843 tys. mieszkańców (2014).
Winsun powstało oficjalnie w 1057 roku jako połączone trzech wiosek: Winsun, Obergum oraz Bellingeweer. Większość mieszkańców miasta pracuje w pobliskim dużym mieście, Groningen.
W mieście znajdują się dwa tradycyjne, holenderskie wiatraki - De Ster (zbudowany 1851, pol. Gwiazda) oraz De Vriendschap (zbudowany 1801, pol. Przyjaźń). Prócz tego w mieście są dwa zabytkowe kościoły, dwa kanały i jedna z najstarszych tawern w Holandii De Gouden Karper (Złoty Karp).

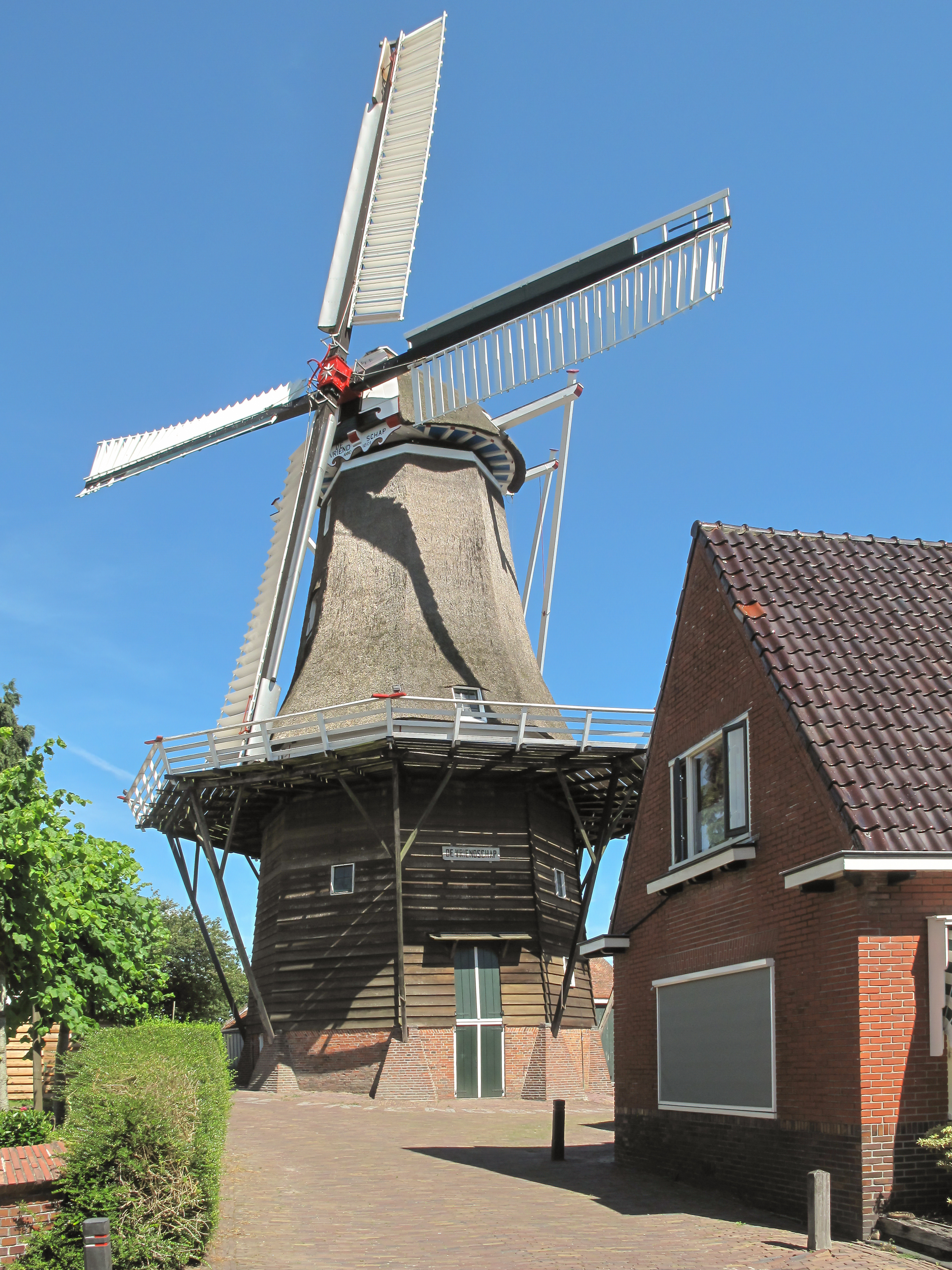
Wiatrak Przyjaźń

Winsum organizuje zawody w kolarstwie szosowym. 

## Miasta partnerskie
- Lubraniec